# Vincent Perez
Vincent Perez (* 10. června 1962, Lausanne, Vaud, Švýcarsko) je francouzsko-švýcarský herec a režisér švýcarského původu.
Pochází ze frankofonní části Švýcarska, jeho rodiče pocházejí z řad německých a španělských přistěhovalců. Herectví vystudoval v Ženevě a v Paříži.
Mezi jeho nejpozoruhodnější filmové role patří snímky Cyrano z Bergeracu z roku 1990, Královna Margot z roku 1994 a Hrbáč z roku 1997.
Kromě hraní se věnuje i režírování krátkých filmů, jeho dva filmy L'échange a Rien à dire byly nominovány na Zlatou palmu na filmovém festivalu v Cannes.
Celkem třikrát byl nominován na francouzskou filmovou cenu César.

## Zajímavost
Časopis People jej zařadil mezi 50 nejkrásnějších lidí světa.
Podle filmové databáze, se narodil v roce 1964, nikoliv 1962 (např. viz níže The Vincent Perez Archive, Biographie)